# Rhyphonemognatha rufa
Rhyphonemognatha rufa är en skalbaggsart som först beskrevs av Leconte 1854.  Rhyphonemognatha rufa ingår i släktet Rhyphonemognatha och familjen oljebaggar. Inga underarter finns listade i Catalogue of Life.